# Kofferpacken
Kofferpacken oder Ich packe meinen Koffer ist ein Kinderspiel für zwei oder mehr Spieler ab etwa fünf Jahren, bei dem es vor allem auf ein gutes Gedächtnis ankommt.

## Ablauf
Das Spiel besteht darin, vom „Einpacken eines Koffers“ zu berichten und Gegenstände zu nennen, die bereits in den Koffer gepackt wurden. Vor Beginn werden Vereinbarungen über das Spielende getroffen (5 Runden, bis zum Ausscheiden der 5. Person oder dergleichen). Die Teilnehmer vereinbaren eine Person, die die Geschichte beginnt, indem sie sagt: „Ich packe meinen Koffer und lege ein … (beliebiger Gegenstand) hinein.“ Nun wird in einer festgelegten Reihenfolge, beispielsweise im Uhrzeigersinn, fortgefahren. Der jeweils nächste Mitspieler wiederholt den gesamten Satz seines Vorgängers inklusive aller Gegenstände, die dieser genannt hat, und fügt einen eigenen Gegenstand hinzu. Reihum müssen die Spieler so alle bereits genannten Gegenstände in der richtigen Reihenfolge lückenlos aufzählen und am Ende der Liste einen weiteren, eigenen Gegenstand hinzufügen. Ein Spieler verliert, wenn er Gegenstände in ihrer Reihenfolge vertauscht oder weglässt. Als „Bestrafung“ sind folgende Varianten bekannt:
- Der Spieler liefert ein Pfand ab, das später eingelöst werden kann
- Der Spieler scheidet aus dem Spiel aus
- Der Spieler erhält eine (vorher vereinbarte) Sonderaufgabe

## Varianten
Eine beliebte Variante ist es, die genannten Gegenstände mit Gesten zu verbinden, die der nachfolgende Spieler ebenfalls wiederholen muss. Bekannt wurde diese Variante durch die Comedy-Fernsehshow Alles nichts oder?! mit Hugo Egon Balder und Hella von Sinnen. Durch die zugefügte Pantomime erhält das Spiel Kofferpacken eine zusätzliche komische Note. 